# Zemleprokhodtsy
Les Zemleprokhodtsy (en russe : Землепрохо́дцы, litt. « éclaireurs ») sont le terme désignant les explorateurs russes du XVIIe siècle, qui ont exploré les territoires auparavant inconnus des européens de la Sibérie orientale, de l'extrême-Nord et de l'extrême-Orient. Ils avaient une origine sociale différente : cosaques, gens de service (en), marchands. Beaucoup d'entre eux étaient originaires du nord de la Russie (région de la mer Blanche).

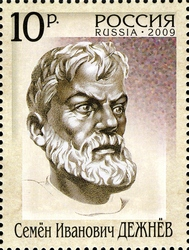
Simon Dejnev.

Éclaireurs connus :
- Vladimir Atlassov
- Enaleï Bakhteïarov (ru)
- Piotr Beketov
- Ivan Galkine (ru)
- Simon Dejnev
- Vassili Kolesnikov
- Ivan Moskvitine
- Maxime Perfiliev
- Ivan Pokhabov (ru)
- Iakhov Pokhabov (ru)
- Vassili Poïarkov
- Ivan Rebrov (ru)
- Ierofeï Khabarov

Au cours de leurs activités, les explorateurs ont effectué des expéditions lointaines vers des terres inexplorées, qu'ils ont mises sur des cartes, collecté le iassak (tribut) auprès des peuples locaux et fondé des colonies sous la forme de cabanes d'hiver et d'ostrogs. Le nom n'excluait pas la possibilité que de nouvelles terres puissent être découvertes par voie fluviale ou maritime à l'aide de koches ou autres navires.
Les explorateurs d'un autre temps ne sont plus appelés explorateurs, mais simplement voyageurs ou navigateurs. Par exemple, si Dejnev est appelé un éclaireur, Béring est lui un navigateur  .